# Modelismo ferroviario

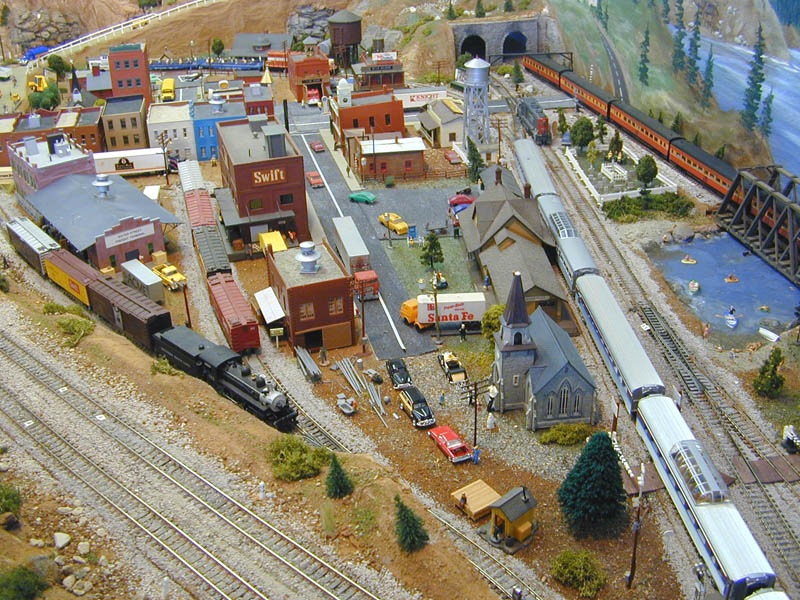
Trenes en una maqueta

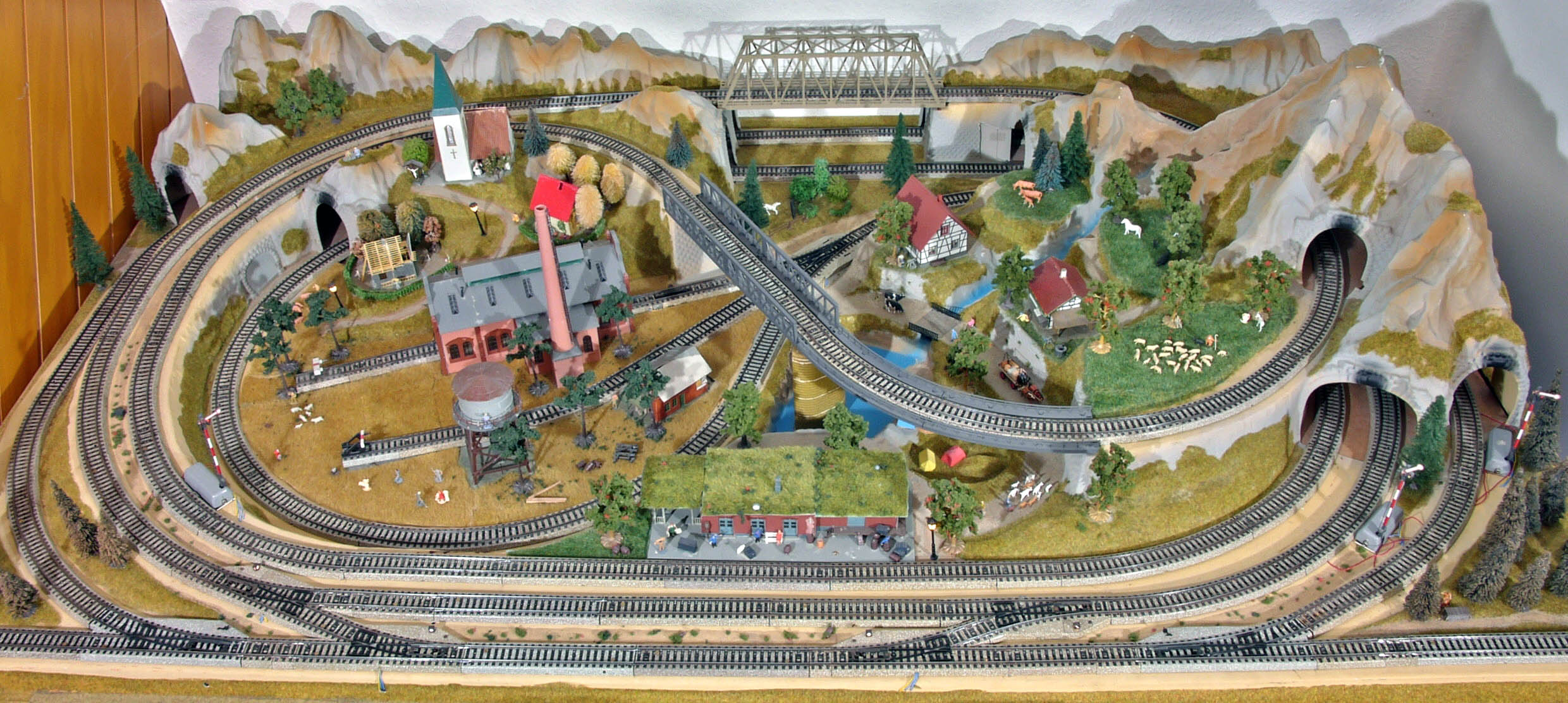
Una maqueta de escala H0 de 1955

El ferromodelismo o modelismo ferroviario es un tipo de afición al ferrocarril consistente en la actividad recreativa cuyo objeto es imitar a escala trenes y sus entornos. Los trenes pueden ser estáticos o en movimiento. En este último caso, normalmente se utiliza electricidad de bajo voltaje (entre 9 y 24 voltios) tanto para el movimiento como para los accesorios, iluminación, etc. y son conocidos comúnmente como trenes eléctricos a escala. Durante parte del siglo XX también han sido populares los de cuerda y existen modelos de locomotoras propulsadas por vapor real.

## Historia
Sus orígenes se remontan a fines del siglo XIX en consonancia con la aparición de juguetes ingeniosos que aplicaran las tecnologías novedosas, con lo que se diseñan unos trenes pequeños fabricados en chapa de hierro y movidos por un motor eléctrico. En la Feria de Leipzig de 1891, Märklin presentó la primera locomotora funcional a escala de la historia (1:32 o escala 1). Construida en hojalata, tenía un mecanismo de reloj de cuerda que le permitía ponerse en movimiento sobre rieles y circular sobre ellos. Carlisle y Finch presentaron la primera composición de un tren completo con motor eléctrico en 1897. A principios del siglo XX Joshua Lionel Cowen creó un tren eléctrico para el escaparate de su juguetería, pero recibió tantas peticiones que la atracción publicitaria acabó por convertirse en un clásico de la industria juguetera.

## Escalas
La escala normalizada más popular desde mediados del siglo XX hasta hoy es la H0, seguida de la N. Pero existen otras.
| Nombre                    | Escala | Ancho de vía (mm) |
| ------------------------- | ------ | ----------------- |
| G                         | 1:22,5 | 45                |
| I (uno)                   | 1:32   | 45                |
| 0 (cero)                  | 1:43,5 | 32                |
| S (S)                     | 1:64   | 22,43             |
| H0 (half zero/medio cero) | 1:87   | 16,5              |
| N                         | 1:160  | 9                 |
| Z                         | 1:220  | 6                 |
| T                         | 1:450  | 3                 |

En el Reino Unido, las escalas habituales son distintas y están basadas en la reducción de medidas imperiales a sistema métrico. Se suelen denominar por el número de milímetros a escala que corresponden a un pie real (nótese que los anchos de vía se corresponden con los del resto de Europa):
| Nombre      | Escala | Ancho de vía (mm) |
| ----------- | ------ | ----------------- |
| 4 mm (00)   | 1:76   | 16,5              |
| N británica | 1:144  | 9                 |

Por otra parte, se fabrican nuevamente ferrocarriles de escalas grandes, como las antiguas, con las cuales los aficionados consiguen una reproducción muy detallada de las locomotoras y los vagones. Algunas de las marcas que fabrican trenes de estas escalas disponen de modelos a prueba de intemperie, lo que permite montar los circuitos y hacer circular los trenes al aire libre, incluso cuando llueve. La escala G (1:24) fue introducida y desarrollada en 1968 por Ernst Paul Lehmann Patentwerk con la marca de su propiedad LGB ("Lehmann Gross Bahn" en alemán, que quiere decir: "Gran Tren Lehmann"), para uso en interiores y exteriores; su nombre proviene del alemán groß (significa "grande"). Tradicionalmente, la escala G usa una vía con trocha de 45 mm, como la empleada por los modelos estándar de escala 1 de trocha angosta, utilizando la escala correcta de 1:22,5. Popularmente, se cree que su nombre proviene de jardín (G = garden en inglés), ya que a menudo se usa al aire libre. Este tamaño es conocido por una artesanía y detalle impresionantes, pero requiere una gran cantidad de espacio, de modo que no es la elección más común para los coleccionistas de interior.
| Nombre                        | Escala             | Ancho           | Designación                                                         | Ancho de vía                | Difusión |
| ----------------------------- | ------------------ | --------------- | ------------------------------------------------------------------- | --------------------------- | --- |
| 2 o II                        | 1:22,5             | II IIm IIe IIi  | Vía normal Vía métrica Vía estrecha F.c. industrial                 | 64 mm 45 mm 32 mm 22,5 mm   | IIm es una escala para trenes al aire libre. También se la llama G (de "grande" en alemán. Popularmente se cree que es por Garden, trenes de jardín en inglés) |
| 1 o I                         | 1:32               | I Im Ie Ii      | Vía normal Vía métrica Vía estrecha F.c. industrial                 | 45 mm 32 mm 22,5 mm 16,5 mm | La más difundida de las escalas grandes |
| 0 (pronunciado «cero»)        | 1:48, 1:45, 1:43,5 | 0 0m 0e 0i 0n30 | Vía normal Vía métrica Vía estrecha F.c. industrial Vía estrecha 30 | 32 mm 22,5 mm 16,5 mm 12 mm | Hoy preferentemente en las asociaciones de Europa y en maquetas modulares. En Norteamérica sigue estando muy difundida                                         |
| S antes también H1            | 1:64               | S Sm Se Si      | Vía normal Vía métrica Vía estrecha F.c. industrial                 | 22,5 mm 16,5 mm 12 mm 9 mm  | Tuvo cierta difusión en Europa desde los años 1950 hasta los 1980. Hoy día sólo en Reino Unido. En Norteamérica tiene una gran participación de mercado        |
| H0 (pronunciado «hache cero») | 1:87               | H0 H0m H0e H0i  | Vía normal Vía métrica Vía estrecha F.c. industrial                 | 16,5 mm 12 mm 9 mm 6,5 mm   | La más difundida en Europa, junto con el ancho habitual 00 en Gran Bretaña en lugar del H0, así como en Norteamérica                                           |
| TT („TableTop“)               | 1:120              | TT TTm TTe TTi  | Vía normal Vía métrica Vía estrecha F.c. industrial                 | 12 mm 9 mm 6,5 mm 4,5 mm    | Desarrollada en Norteamérica, difundida en la Europa oriental, menos en la Europa occidental, Norteamérica y Japón                                             |
| N                             | 1:160              | N Nm Ne         | Vía normal Vía métrica Vía estrecha                                 | 9 mm 6,5 mm 4,5 mm          | En la Europa occidental, Japón y Norteamérica |
| Z                             | 1:220              | Z Zm            | Vía normal Vía métrica                                              | 6,5 mm 4,5 mm               | En la Europa occidental, Japón y Norteamérica |

## Sistemas de alimentación y control

### Control tradicional
Desde los principios del modelismo ferroviario, la velocidad de los trenes se controlaba variando la tensión presente en la vía, de la cual se alimentan los motores de los mismos. Existen dos sistemas principales: el de corriente continua, con dos carriles, y el de tres carriles, de corriente alterna.
El sistema de dos carriles usa corriente continua y alimenta las locomotoras y vagones por uno de los carriles y retorna por el otro. Los carriles tienen, por tanto, polaridad. Variando esta polaridad se consigue invertir el sentido de la marcha.
El sistema de tres carriles utiliza corriente alterna que alimenta por los carriles de circulación por un lado y tiene un tercer carril central, entre ellos, para el retorno. Dado que la corriente alterna no tiene una polaridad constante, para invertir el sentido de la marcha se envía a la locomotora una sobretensión de aproximadamente 20 a 24 voltios que activa un mecanismo mecánico o electrónico de inversión. 
Las locomotoras de dos carriles y las de tres carriles no son compatibles entre sí. Los vagones pueden serlo, de acuerdo con las siguientes reglas:
- Los vagones con toma en tres carriles en vías de toma en dos funcionarán si sus ruedas están aisladas y no llevan ninguna toma de alimentación para luces, etc.
- Los vagones de dos carriles en vías de tres funcionan siempre, pero en caso de estar dotados de iluminación, ésta no funcionará.

### Control electrónico

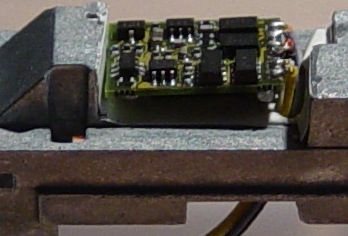
Chasis de una locomotora escala N con decodificador DCC.

A mediados de la década 1990, se empezaron a popularizar los sistemas de control basados en la electrónica y, actualmente, se ha pasado a los que usan microcontroladores. Este sistema se ha normalizado en gran parte gracias a la North American Model Railways Association (NMRA). Los sistemas normalizados reciben el nombre genérico de DCC (Digital Command Control). El sistema requiere que las locomotoras tengan instalado un circuito electrónico capaz de mover el motor o los accesorios (luces, generadores de humo, etc.) de acuerdo a las órdenes digitales recibidas por la vía mediante circuitos electrónicos. El circuito de la locomotora recibe el nombre de decodificador, y la operación de instalarlo se suele denominar "digitalizar".
Los sistemas DCC también existen en versiones de dos y de tres carriles. A diferencia de los sistemas tradicionales, el tipo de corriente que circula por la vía puede ser en ambos casos la misma. En realidad los sistemas de dos y tres carriles tradicionales tenían cada uno sus ventajas en la manera de mover las composiciones de modos distintos en el mismo circuito. Los sistemas digitales llevan el control individualizado mediante microcircuitos, independientemente del sistema de alimentación.
Respecto del sistema de control tradicional, el control DCC presenta las siguientes ventajas:
- Puede controlar independientemente varias locomotoras en la misma vía, muy cerca unas de otras.
- Locomotoras y vagones pueden mantener encendidas sus luces y otros accesorios mientras están detenidos, y su intensidad no varía con la velocidad.
- Puede controlar también otros accesorios, como desvíos, desenganchadores, etc.
- Permite otras posibilidades de juego, como grúas funcionales y otros accesorios eléctricos alimentados por la misma fuente que el ferrocarril.

Los inconvenientes del sistema DCC frente al tradicional son:
- Necesidad de digitalizar todas las locomotoras, algo especialmente difícil con locomotoras antiguas o de las escalas más pequeñas.
- Mayor complejidad para la comprensión de su funcionamiento y para su operación.

### Material rodante o coches
Los trenes eléctricos tienen  vagones de ferrocarril a escala.
- Pasajeros
- Carga
  - Box-cars: Este tipo de vagones son los más conocidos en los trenes de carga. Se utilizan para trasladar todo tipo de mercancías, desde papel hasta alimentos. Actualmente son subutilizados, ya que han sido reemplazados por carros planos con contenedores.
  - Graneles o trigueros: Este tipo de vagones se empleaban para el acarreo de granos como trigo, maíz y soya. Tenían una compuerta en la parte superior para cargar los granos del barco al vagón y otra en la parte inferior para descargarlo en los silos de las fábricas.
  - Planos o plataformas: Este tipo de vagón es multifuncional, ya que permite el traslado de diferentes tipos de carga y mercancías que van desde durmientes, tucas de madera, bobinas de metal, lingotes de hierro, vehículos livianos y hasta contenedores llenos.[4] Este tipo de vagones han venido a reemplazar a los box-car, ya que el sistema "Roll on-Roll off" en los puertos permite que la carga y la descarga en los barcos sea más práctica.
  - Cisternas o tanques: Este tipo de vagones se emplean para el acarreo de diferentes tipos de líquidos como ácidos, combustibles derivados del petróleo, así como fertilizantes.
  - Tolvas: De estos vagones existen dos tipos: Las regaderas y los volteos. Los primeros son para transportar el balasto, que es la piedra que se coloca para sostener los durmientes, que luego se riega por medio de una compuerta en la parte inferior. Los últimos se utilizan para llevar tierra y escombros, que luego se depositan en lugares aledaños.
  - Deprimidos: Este tipo de vagones se usan para el traslado de maquinaria y equipo especial, principalmente back hoe y excavadoras. La ondulación que tienen en el centro facilita que a estos vehículos puedan subirse con más facilidad.
  - Equipaje y correo: Este tipo de carros se empleaban en los trenes de pasajeros para el traslado de equipaje, pero también tenían un compartimento para el envío de encomiendas de un lugar al otro.
  - Vagón de automóviles.

### Vías
- Rectas
- Curvas
- Desvíos
- Cruces
- Terminal
- Alimentador: Se trata del segmento de las vías destinado a "recargar" el tren con energía eléctrica a fin de que lleve a cabo un recorrido autónomamente hasta que en cierto punto se le agote la energía, o del conectado generalmente a un interruptor, destinado a proveer a las propias vías de corriente eléctrica moderada al objeto de permitir que el tren se mueva ininterrumpidamente hasta decidir cortar el suministro de energía a las vías.